# أجيليتي
 أجيليتي للمخازن العمومية (بالإنجليزية: Agility Logistics)‏ شركة مساهمة عامة مقرها دولة الكويت ومدرجة بسوق الكويت للأوراق المالية. تمتلك الشركة أكثر من 550 مقرا منتشرة في 120 بلدا. تقدم الخدمات اللوجستية، خدمات التخزين، خدمات البنية التحتية لمختلف القطاعات: الشركات التجارية، المؤسسات الحكومية، المؤسسات الدولية، ووكالات الإغاثة في جميع أنحاء دول العالم. يتخصص نشاط الشركة في الأسواق الناشئة.

## التاريخ
تأسست شركة اجيليتي في الكويت عام 1979 تحت اسم شركة المخازن العمومية (بالإنجليزية: Public Warehousing Company)‏ كشركة مملوكة للدولة. وفي عام 1984 أدرجت الشركة في سوق الكويت للأوراق المالية. وفي عام 1997 تم خصخصة الشركة عندما قامت الشركة الوطنية العقارية، وهي إحدى شركات عائلة سلطان العيسى، بشراء ما يصل إلى 25 في المئة من أسهم الشركة، وتم تسمية طارق عبد العزيز سلطان العيسى رئيسا لمجلس الإدارة.
من بعد عام 1996، نمت الشركة بطريقة سريعة صاحبها زيادة في المبيعات من خلال عمليات استحواذ إستراتيجية على شركات خدمات لوجستية أخرى. بعض أهم عمليات الاستحواذ شملت شركة تريستار ترانزبورت في الامارت ، مجموعة شركات ترانز لنك في سنغافورة، شركة كرونات القابضة للنقل في سويسرا، جلوب مارين سيرفيسز في المملكة العربية السعودية، كوسا للشحن في الصين، ستار فرايت في كينيا، وعدة شركات في الولايات المتحدة: شركة ترانزاوشيانيك، شركة جيولوجيستكس، شركة دبليو تي اس في هيوستن، شركة جلوبال اكسبرس لاين. بعض هذه الشركات التجارية يعود تاريخها إلى 1800.
في عام 2006، قامت الشركة بتوحيد جميع شركاتها وخدماتها تحت اسم جديد وهو اجيليتي. بنهاية عام 2009، أصبح للشركة أكثر من 32,000 موظف حول العالم وعوائد سنوية تقترب من 6 مليارات دولار.
في عام 2009، تم ادراج اجيليتي كاحد أفضل عشر مزودي الخدمة اللوجستية(كطرف ثالث) (بالإنجليزية: Third-party logistics)‏ من قبل محللين ارمسترونغ وارمسترونغ.